# HD 89389
HD 89389，又名BD+54 1366，SAO 27606、HR 4051，是一颗恒星，视星等为6.45，位于銀經158.57，銀緯51.58，其B1900.0坐标为赤經10h 13m 48.4s，赤緯+54° 51.58′ 46″。